# Mathematics

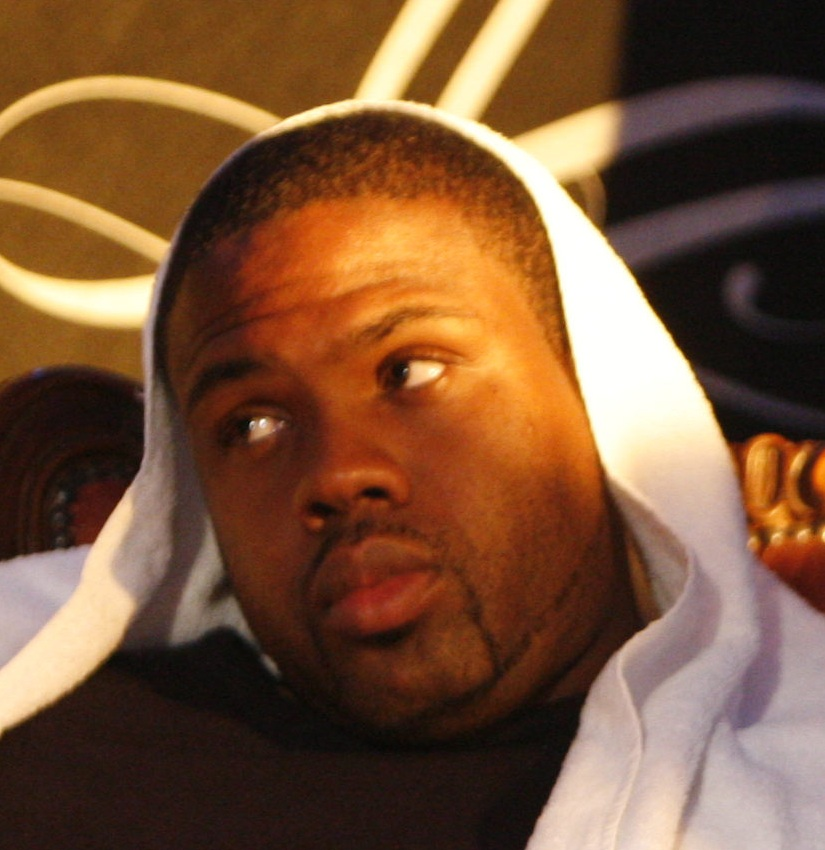
Mathematics (2007)

Mathematics, auch Allah Mathematics (* Oktober 1972 in Queens, New York, bürgerlich Ronald M. Bean), ist ein US-amerikanischer Produzent und DJ der Musikrichtung Hip-Hop unter anderem für den Wu-Tang Clan. Mathematics tritt neben weiteren Projekten auch als Solokünstler auf und hat als solcher ebenfalls Plattenveröffentlichungen. Bean wuchs im Stadtteil Queens in New York City auf. 

## Diskografie

### Alben
- Love, Hell Or Right (2003)
- The Problem (2005)
- Soul of a Man (2006)
- Mathematics Presents Wu-Tang Clan & Friends Unreleased (2007)
- Mathematics Presents Wu-Tang Return Of The Wu And Friends (2010)
- Black Samson (mit Wu-Tang Clan) (2025)

### Weitere Produktionsbeteiligungen
- NFL Jams, Fast Life
- Wu-Syndicate, Pointin’ Fingers, Muzzle Toe
- Dirty Weaponry, Galactics
- Wu-Tang Killa Bees: The Swarm, Cobra Clutch, Punishment, Fatal Sting
- The Pillage, Oh Donna
- Tical 2000 Judgement Day, Snuffed Out
- Beneath The Surface, Amplified Sample, High Price Small Reward, Publicity, Feel Like An Enemy, Mic Trippin’
- Uncontrolled Substance, Uncontrolled Substance
- Blackout!, Dat’s Dat Shit, Fire Ina Hole
- The W, Do You Really (Thang Thang)
- Supreme Clientele, Mighty Healthy, Wu-Banga 101
- Iron Flag, Rules
- Digital Bullet, Must Be Bobby, Cousins
- Next Friday Official Soundtrack, Shaolin Worldwide
- Bulletproof Wallets, Theodore, Strawberry
- Legend Of The Liquid Sword, Fam (Members Only)
- Tera Iz Him, Roll With The Rush
- Northstar, Duckie, We Got It
- No Said Date, Last Drink, Do That Dance, Whatever
- Street Education, FANZ, Who Want To Rap?, Sweetest Pain
- Wu-Tang Meets The Indie Culture, Cars On The Interstate
- 4:21...The Day After, Dirty Mef, Everything
- I, Two Missed Calls